# Willa Holland
Willa Holland, född 18 juni 1991 i Los Angeles i Kalifornien i USA, är en amerikansk skådespelerska. Hon är mest känd som Marissa Coopers syster Kaitlin Cooper, i TV-serien OC, men Holland var också en eftertraktad barnmodell.

## Roller
- Ordinary Madness (2001), Ung Faye
- The Heart Is Deceitful Above All Things (2004), Milkshake
- The Comeback (2005), Kalla (TV-serie)
- OC (2006–2007), Kaitlin Cooper (TV-serie)
- Chasing 3000 (2008), Jamie
- Garden Party (2008), April
- Genova (2008), Kelly
- Middle of Nowhere (2008), Taylor
- Gossip Girl (2008), Agnes (TV-serie)
- Legion (2010, Audrey Anderson
- Arrow (2012), Thea Queen/Speedy